# Богомол Юрій Іванович
Богомол Юрій Іванович (народився у м. Полонному Хмельницької області 08.03.1975 р.) – український науковець у галузі матеріалознавства. Завідувач кафедри високотемпературних матеріалів та порошкової металургії Національного технічного університету України "Київський політехнічний інститут імені Ігоря Сікорського".

## Життєпис
Закінчив з відзнакою Національний технічний університет України "Київський політехнічний інститут" (1998 р.) за спеціальністю «Композиційні та порошкові матеріали, покриття» і здобув кваліфікацію магістра.
Навчався в аспірантурі (1998-2001 р.) у Національному технічному університеті України "Київський політехнічний інститут", у докторантурі (2011-2014 р.) у Національному технічному університеті України "Київський політехнічний інститут". Кандидат технічних наук з 2008 року. Дисертацію на тему "Формування структури і властивостей спрямовано закристалізованих сплавів систем В4С–МеIVВ2" за спеціальністю "05.16.06 – порошкова металургія та композиційні матеріали" захищено 22 жовтня 2007 року у спеціалізованій вченій раді К.26.002.12 Національного технічного університету України "Київський політехнічний інститут". Доктор технічних наук з 2020 року. Дисертацію на тему "Фізико-хімічні основи керування структурою та властивостями армованих керамічних матеріалів для роботи в екстремальних умовах експлуатації" за спеціальністю "05.16.06 – порошкова металургія та композиційні матеріали" захищено 19 листопада 2019 року у спеціалізованій вченій раді К.26.002.12 Національного технічного університету України "Київський політехнічний інститут імені Ігоря Сікорського".
У 2011 р. отримав вчене звання доцента, а у 2021 р. – професора кафедри високотемпературних матеріалів та порошкової металургії.
Працював асистентом (2001-2011 р.), доцентом (2011-2021 р.) кафедри високотемпературних матеріалів та порошкової металургії. З 2021 р. працює завідувачем кафедри високотемпературних матеріалів та порошкової металургії Навчально-наукового інституту матеріалознавства та зварювання імені Є.О. Патона.

## Наукова і педагогічна діяльність
Основні напрями наукових досліджень: матеріалознавство тугоплавких сполук, теорія і практика одержання із порошків тугоплавких сполук чистих монокристалічних та композиційних високотемпературних матеріалів поліфункціонального застосування.
Є автором понад 300 науково-методичних публікацій, багато з яких індексуються в науковометричних базах даних Scopus та Web of Science.
Є членом Спеціалізованої вченої ради з захисту дисертацій Національного технічного університету України "Київський політехнічний інститут Ігоря Сікорського" (Д 26.002.24).

## Громадська діяльність
Член-кореспондент Національної академії наук України за спеціальністю "Матеріалознавство, технологія матеріалів", 2025 рік.
Є членом Вченої ради Національного технічного університету України "Київський політехнічний інститут Ігоря Сікорського" та Навчально-наукового інституту матеріалознавства та зварювання імені Є.О. Патона.

## Відзнаки
Лауреат Премії Президента України в галузі науки і техніки для молодих вчених за роботу "Інноваційні технології цілеспрямованого керування структурою і властивостями промислових евтектичних сплавів".